# Путивль (станция)
Путивль (укр. Путивль) — железнодорожная станция Конотопской дирекции Юго-западной железной дороги.
Расположена в городе Бурынь Сумской области Украины, собственно в 24 км от г. Путивль между станциями Кошары (18 км) и Путейская (17,5 км).
Через станцию проходят поезда как местного так и дальнего сообщения.

## История

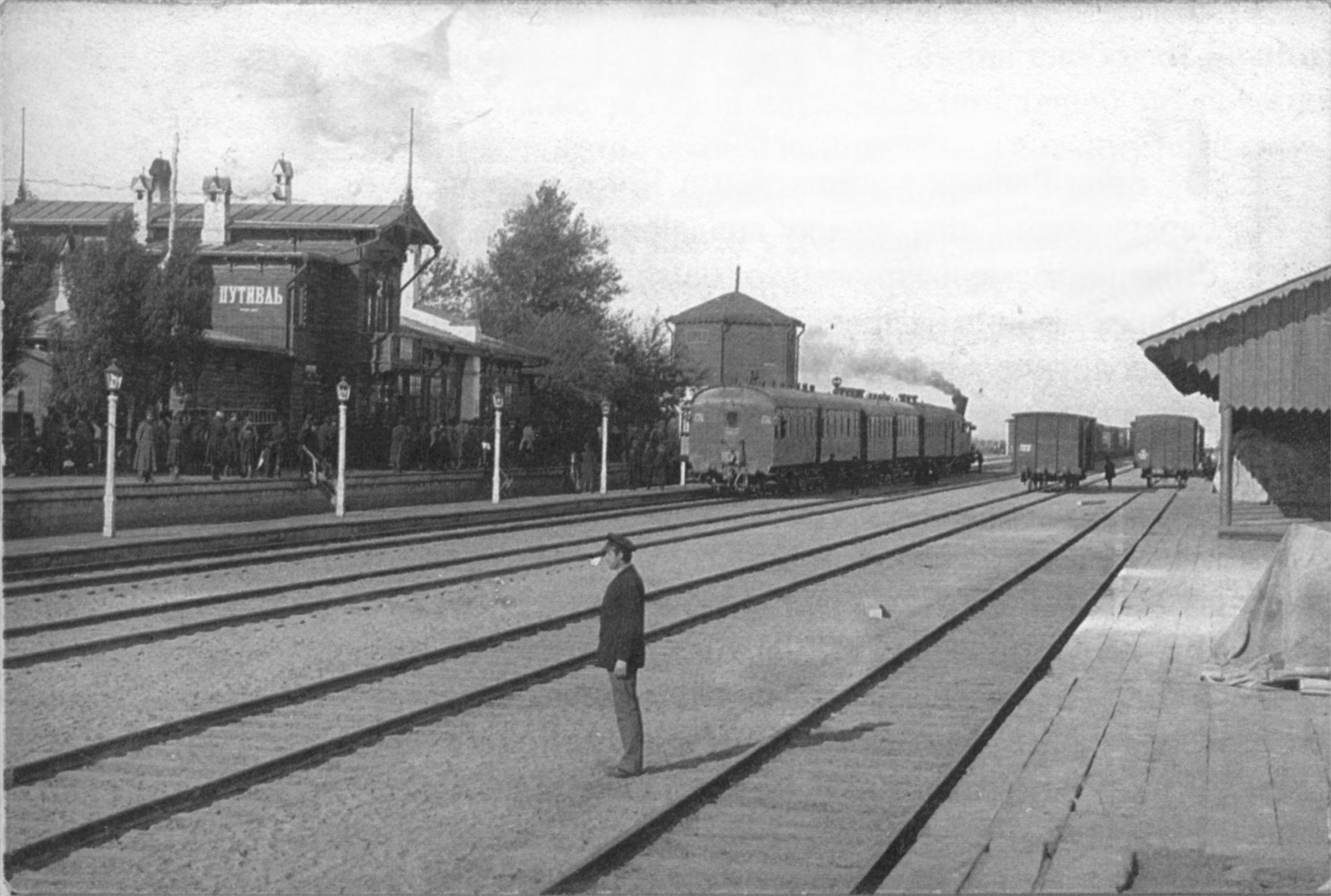
«Станция Путивль в начале XX века»

Из некоторых исторических источников известно, что согласно проекту строительства новой железнодорожной линии от Курска в Киева она должна была проходить непосредственно через уездный город Путивль. Однако местное купечество и владельцы гужевого промысла, привыкшие к размеренной жизни, а также боясь потерять свои прибыли, не захотели нарушать устоявшийся уклад. Поэтому они, якобы, дали большую взятку инженерам, которые проектировали эту дорогу, попросив провести её подальше от старинного города. Местом для построения станции была выбрана местность между сёлами Красная Слобода и Бурынью, которые находилось в 18 верстах к югу от Путивля. Поэтому станция изначально называлась «Красное».

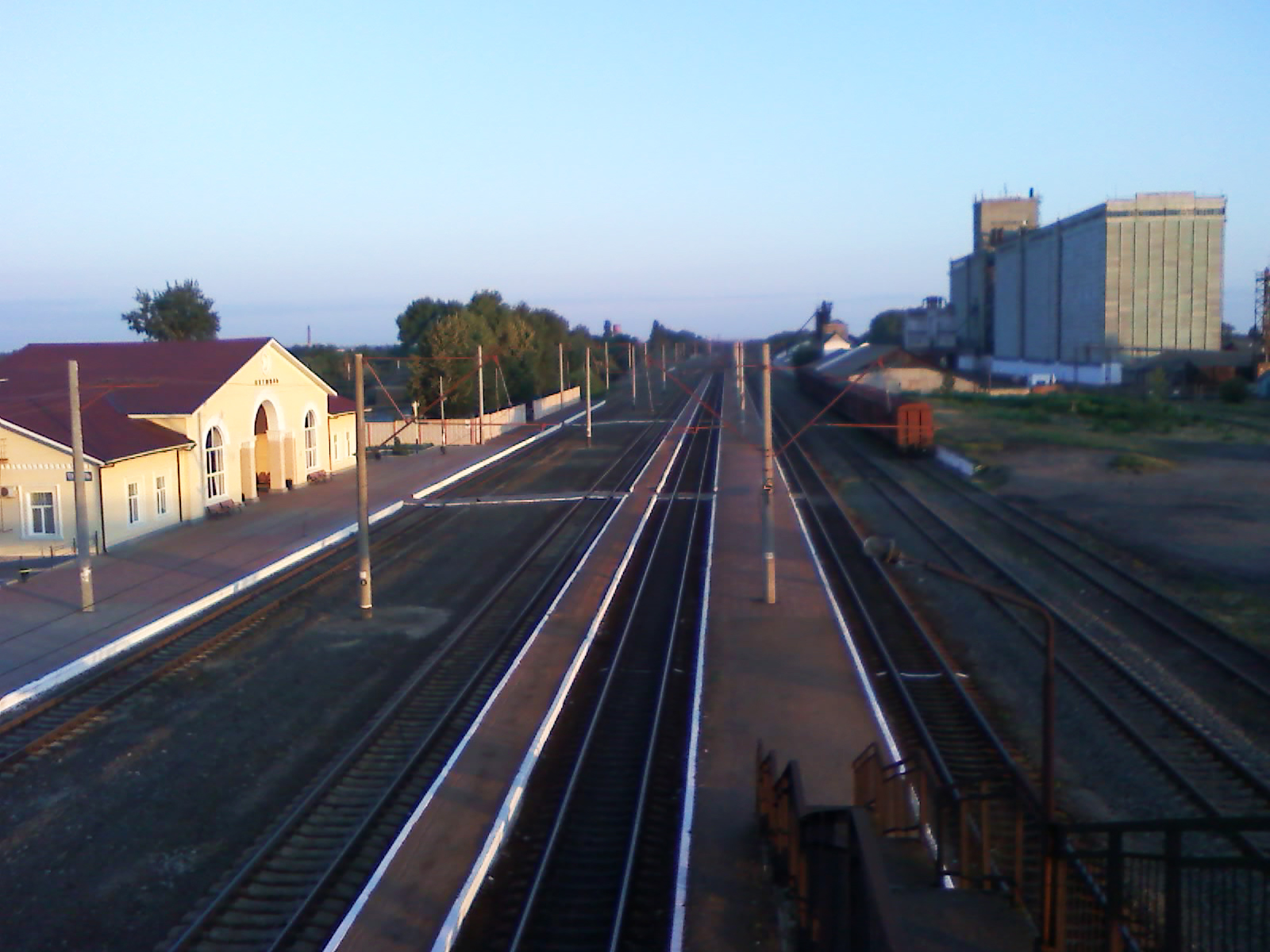
«Железнодорожные пути станции на рассвете (15 июня 2011)»

И все же впоследствии путивляне поняли, что просчитались, потому что с построением станции вблизи Бурыни этот населённый пункт начал стремительно развиваться. Вскоре здесь были построены свеклосахарный и сахарорафинадный заводы промышленника Ш. Г. Ширмана, на которых появились рабочие места. Таким образом крестьяне становились рабочими, а их благосостояние заметно улучшилось. Впоследствии Бурынь превратилась из села в местечко, а при советской власти в 1925 году оно стало районным центром и в 1964 году уже приобрело статус города. Путивль же начал приходить в упадок. Отсутствие железной дороги заметно сказалось на развитии экономики и градостроительства. Так, горожане вследствие удалённости от железной дороги должны были платить так называемую «гужевую надбавку» за поставленные из других мест товары, переживали различные транспортные неудобства.
Поэтому местная власть на объединённом заседании чрезвычайного Путивльского уездного земского собрания и Путивльской городской думы 13 января 1908 года по вопросу о присоединении города Путивль с железнодорожной сетью империи, признала целесообразным прокладка железной дороги и соглашаясь с докладом специальной комиссии по проведению запроектированной к строительству акционерным обществом Приднепровской железнодорожной магистрали Херсон — Екатеринослав — Полтава — Терны продолжить её через станцию Путивль Московско-Киево-Воронежской железной дороги по Путивльском уезда до городов Путивль и Глухов и далее до станции Хутор-Михайловский того же Московско-Киево-Воронежской железной дороги. На этом основании собрание постановило просить Курское губернское земское собрание принять на себя дальнейшее производство дела по прокладке железнодорожной линии через Путивльский уезд и город Путивль согласно с заинтересованными земствами.
К разработке проекта был привлечён инженер путей сообщения Степан Александрович Чмутов. В своём письме от 28 февраля 1908 года он изложил технико-экономическое обоснование, в котором, в частности, отметил: «Проложить ветку от ст. Бурынь (Путивль) в г. Путивль (до реки Сейм без моста через Сейм) стоит недорого, около 500 тыс. руб. Конечный пункт ветки (ст. Путивль) будет напротив города между рекой Рехтою (Сейм) и озером Хатишем. Длина ветки от 14 до 15 верст. Если же вы хотите иметь проект от станции Терны через Бурынь и город Путивль до станции Глухов, то это будет длиной 87 верст плюс 3 версты соединительная ветка до ст. Бурынь, всего 90 верст. Направление здесь будет иным, а именно: пересечение реки Сейм южнее хутора Калинина, потом села на Белую Галицу и Ширяево, чтобы вдоль оврага развить от долины реки Сейм подъем в степь на 40 верст. Обогнув Ширяевский овраг, линия пойдет на Путивль и с северо-восточной окраине города, за полторы версты от него (в сторону Рижкового хутора), будет спроектирована станция Путивль».
Как свидетельствует этот исторический документ, строительство железнодорожной станции Путивль планировалось непосредственно вблизи города Путивль. К сожалению, этому проекту не суждено было быть осуществлённым. А железнодорожная станция Красное, что впоследствии оказалась в пределах Бурыни вследствие её разрастания, по непонятным мотивам была переименована в станцию Путивль.

## Пассажирское сообщение
На станции Путивль останавливаются следующие поезда:
- Сумы — Шостка / Зерново (по дням недели)
- № 100/99 Минск — Запорожье (через день, в летний период ст. Новоалексеевка — ежедневно)
- № 124/123 Киев — Константиновка (ежедневно)
- № 134/133 Киев — Лисичанск (ежедневно)
- № 144/143 «Лыбидь» Санкт-Петербург — Харьков (через день)
- № 236/235 Харьков — Ужгород (по числам месяца)
- № 776/775 «Столичный экспресс» Киев — Харьков (ежедневно)
- № 780/779 Интерсити+ «Столичный экспресс» Киев — Сумы (ежедневно)
- региональный электропоезд № 817/818 Ворожба — Киев — Фастов
- пригородные электропоезда Бахмач — Конотоп — Ворожба.